# Bureau central de renseignements et d'action
Pour les articles homonymes, voir BCRA.
Le Bureau central de renseignements et d'action (BCRA) était pendant la Seconde Guerre mondiale, le service de renseignement et d'actions clandestines de la France libre. Créé en juillet 1940 par le général de Gaulle, désigné sous différentes appellations au fil des années, il sera fusionné avec les services de l'Armée en Algérie en 1943 au sein de la direction générale des services spéciaux (DGSS).

## Évolution du BCRA

### Création du BCRA
Le service, créé en juillet 1940 par le général de Gaulle, qui plaça à sa tête dès sa création André Dewavrin (connu sous le nom de guerre de « Colonel Passy »), eut en réalité plusieurs désignations successives :
- Deuxième bureau, à sa création le 1er juillet 1940, désignation générique depuis 1870 du service de renseignement de l'armée française ;
- Service de renseignements (SR), à partir du 15 avril 1941 ;
- Bureau central de renseignements et d’action militaire (BCRAM), à partir du 17 janvier 1942, rattaché à l'état-major particulier du général de Gaulle qui avait été créé en septembre 1941 au moment de la formation du Comité national ;
- Bureau central de renseignements et d’action (BCRA), à partir du 1er septembre 1942.

### Disparition du BCRA
À la suite du débarquement des Alliés en Afrique du Nord en novembre 1942 puis de la constitution du Comité français de la Libération nationale (CFLN) en juin 1943, la question de l'unification des services secrets français se posa. En novembre 1942, le débarquement allié en Afrique du nord suivi de l'invasion de la zone sud par les Allemands conduit des agents du service de renseignements de Vichy à rejoindre Alger. La rivalité entre le général de Gaulle et le général Giraud impose pendant quelque temps une dualité entre les services spéciaux :
- BRAL, bureau de renseignements et d'action de Londres (ex-BCRA), dirigé par André Dewavrin, installé au 10, Duke Street à Londres,
- BRAA, bureau de renseignements et d'action d’Alger, dirigé par le colonel Louis Rivet et le commandant Paul Paillole, giraudistes.

Après une première tentative de coordination du BCRA de Londres et des services d'Alger le 4 octobre 1943, un décret du 19 novembre 1943 créa la direction générale des services spéciaux (DGSS) avec à sa tête Jacques Soustelle.

## Compétences des sections
La compétence initiale du service, le renseignement, donna lieu à la création d'une section :
- Renseignement (R), dirigée par le capitaine André Manuel « Pallas », puis par Tony Mella, puis par Jean Fleury « Panier » : section chargée de mettre au point les plans de renseignement, de recrutement, la préparation et la mise en œuvre des missions, les liaisons avec l’Intelligence Service MI6. Stéphane Hessel appartenait à ce service.

L'extension progressive des compétences du service donna lieu à la création de nouvelles sections, notamment :
- Action militaire (A/M), créée le 10 octobre 1941, et dirigée par le capitaine Raymond Lagier « Bienvenüe » et Fred Scamaroni, puis plus tard par Jacques Robert « Rewez » et Pierre Lejeune : section chargée de la mise au point, avec le 5e bureau de l'état-major, du plan d'action militaire, du recrutement et de la préparation des agents "action", de la recherche d'objectifs militaires à détruire, de l'organisation des liaisons avec les agents en mission et des opérations d'atterrissage et de parachutage ; elle travaille en liaison avec la section RF du Special Operations Executive SOE,
- Évasion (E), créée le 10 octobre 1941 et dirigée par le lieutenant Mitchell « Brick » : section chargée de faire transiter les évadés ou d'évacuer les Français « brûlés », en liaison avec son homologue britannique MI9. Un moment passée sous le contrôle du Commissariat à l'intérieur, cette section fut de nouveau rattachée au BCRAM le 27 juin 1942,
- Chiffre, créée le 10 octobre 1941, dirigée par Georges Lecot « Drouot »,
- Contre-espionnage (CE), créée le 16 décembre 1941, et dirigée par Roger Warin (dit Roger Wybot), Stanislas Mangin, François Thierry-Mieg[1] (dit Vaudreuil) puis par le commandant Bonnefous à partir de 1943 : section destinée à détecter et à éliminer les agents ennemis infiltrés dans les dispositifs de renseignement de la Résistance, en France et à Londres. À cette fin, cette section est chargée du fichier central, de l'interrogatoire préliminaire des arrivants, de la centralisation des renseignements sur les individus et des liaisons avec le Security Service britannique MI5. Le réseau Morhange sera rattaché au BCRA après la rencontre du colonel Passy avec le commandant Paul Paillole à Londres en 1942,
- Études et coordination (A/EC), créée le 28 mars 1942 dans le cadre de la section A/M, et dirigée par le commandant Maurice Duclos « Saint-Jacques » : section chargée de la création des plans d'ensemble, et de projets de sabotages et de raids,
- Documentation et diffusion (DD), créée le 3 juillet 1942 : section chargée du triage et de la répartition des renseignements,
- Politique (N/M = non militaire), créée le 4 août 1942 et dirigée successivement par Louis Vallon, Jacques Bingen, Jean Pierre-Bloch et, après un court intérim de Duprat, Lazare Rachline (Lucien Rachet) : section chargée du classement des informations non militaires recueillies par le service de renseignements (R) et par les agents "action" (A/M), de la transmission des informations au Commissariat à l'intérieur[2] ; et, en retour, de la préparation, conformément aux directives du Commissaire à l'intérieur, des instructions de nature politique à adresser aux agents des réseaux en France, instructions codées par le service du chiffre et envoyées aux agents en France par la section A/M. Cette section N/M fut détachée du BCRA et rattachée au Service courrier-documentation-diffusion (SCDD) du Commissariat à l'intérieur, à partir du 10 janvier 1944.

## Histoire
En juillet 1940, après la défaite des armées françaises, les Allemands sont maîtres des côtes françaises de l'Espagne à la Belgique. Dans le but de contrer un éventuel débarquement en Angleterre, Churchill demande à l’Intelligence Service de mettre sur pied avec le général de Gaulle un réseau de renseignements composé d'hommes de la France libre. André Dewavrin, dit le colonel Passy, du Deuxième Bureau, a la charge de créer ce réseau, dont le but premier est d'informer Londres des manœuvres militaires allemandes tout au long des côtes Atlantique et de la Manche. Fin septembre 1940, il est rejoint par le lieutenant de vaisseau Honoré d'Estienne d'Orves, officier de marine en provenance de Djibouti. C'est donc dans la plus grande urgence que naît le BCRA, et c'est dès le 20 juillet 1940 qu'est accomplie sa première mission, le parachutage du lieutenant Jacques Mansion.
Des Français libres, dont une majorité de volontaires ayant pu rallier le Royaume-Uni au lendemain de la débâcle, sont envoyés en France. De toutes nationalités, ils seront près de deux mille avant la fin de la guerre. Parmi eux, Gilbert Renault, connu aussi sous le pseudonyme de Rémy, rallie la France occupée en août 1940. Il allait créer le réseau le plus important et l'un des plus actifs : la Confrérie Notre-Dame (CND). Dès 1941, appuyé par de multiples réseaux, le BCRA peut ainsi envoyer du matériel et des parachutistes armés pour réaliser des missions de destruction sur la côte Atlantique. Par l'intermède de Rémy, Pierre Brossolette arrive à Londres clandestinement en avril 1942, devient par la suite l'adjoint du colonel Passy auprès du BCRA et participera de manière active à sa réorganisation. Daniel Cordier, qui a rejoint de Gaulle à Londres dès juin 1940, est parachuté en France en juillet 1942 et devient le secrétaire de Jean Moulin puis de ses successeurs jusqu'en mars 1944.
Le BCRA n'a pas été seulement un service de renseignement, même si c'était une partie importante de son activité. Les résultats obtenus de la collaboration avec les services anglais (Special Operations Executive - SOE section RF et le Secret Intelligence Service section R) et la participation à l'opération ultra-secrète Jedburghs conférèrent au BCRA un rôle important lors du débarquement et ont été un des plus grands atouts pour le général de Gaulle dans ses relations avec les alliés.
En octobre 1943, la fusion entre le BCRA gaulliste et les agents du Deuxième Bureau du gouvernement de Vichy en Afrique du Nord est réalisée. L'ensemble prend le nom de direction générale des Services spéciaux (DGSS), et sa direction est confiée à Jacques Soustelle, ancien commissaire à l'Information. L'ancien BCRA londonien prend alors le nom de Bureau de renseignement et d'action de Londres (BRAL), commandé par le colonel Manuel.
D'après le témoignage d'André Pommiès,, le Corps franc Pommiès relevait d'un point de vue opérationnel directement du BCRA de Londres à partir de septembre 1943, avec lequel il était en liaison directe par radio. Ce fait laisse à penser que le bureau central de renseignements et d'action de Londres conserve son identité durant toute cette période, du moins sur le terrain.

## Dans la fiction

### Bandes dessinées
- Série Commando colonial de Appollo et Brüno, les aventures de deux membres du BCRA en Afrique

### Cinéma
- La Folle Histoire de Max et Léon, on y voit la création du BCRA
- Dans le film L'armée des ombres de Jean-Pierre Melville, les résistants joués par Lino Ventura et Paul Meurisse arrivant à Londres sont reçus par le Colonel Passy jouant son propre rôle